# France 3
France 3 – francuska, publiczna stacja telewizyjna, która rozpoczęła nadawanie 31 grudnia 1972 roku, wchodząca w skład grupy medialnej France Télévisions. Jest drugą pod względem wielkości publiczną stacją telewizyjną we Francji. 
France 3 to stacja o charakterze regionalnym. Podzielona jest na 24 anteny regionalne, których programy różnią się nieznacznie. W wieczornym paśmie dziennika telewizyjnego o nazwie Soir 3 nadawane są wiadomości krajowe z Paryża oraz wiadomości regionalne przygotowane i nadawane przez regionalnego nadawcę. 
Pierwsza nazwa stacji to La Troisième Chaîne (1972–1975), następnie – France Régions 3 (FR3). Jej aktualna nazwa została nadana na początku lat 90. XX wieku.

## Anteny regionalne France 3
Nazwy anten regionalnych w większości nawiązują do nazw francuskich regionów administracyjnych:

- Alpes
- Alsace
- Aquitaine
- Auverne
- Basse-Normandie
- Bourgogne
- Bretagne
- Centre
- Champagne-Ardenne
- Corse
- Côte d’Azur
- Franche-Comté
- Haute-Normandie
- Languedoc-Roussionn
- Limousin
- Lorraine
- Midi-Pyrénées
- Nord-Pas-de-Calais
- Paris Île-de-France
- Pays de la Loire
- Picardie
- Poitou-Charentes
- Provence-Alpes
- Rhône-Alpes